# Buitrago
Buitrago – gmina w Hiszpanii, w prowincji Soria, w Kastylii i León, o powierzchni 5,15 km². W 2011 roku gmina liczyła 60 mieszkańców.